# Österreichische Judo-Damen-Mannschaftsmeisterschaft 2014
Die Österreichische Judo-Damen-Mannschaftsmeisterschaft 2014 ermittelte zum 33. Mal den Österreichischen Mannschaftsmeisters im Judo. Sie wurde vom Österreichischen Judoverband ausgetragen. Sieger war zum 8. Mal der Vereinsgeschichte der Vienna Samurai.

## Tabelle
| Position | Mannschaft          | # | ES+ | ES- | ES DIFF | Ort               | Bundesland       | Quelle |
| -------- | ------------------- | - | --- | --- | ------- | ----------------- | ---------------- | ------ |
| 1        | Vienna Samurai      | 4 | 19  | 0   | 19      | Leopoldstadt      | Wien             | [ 3 ]  |
| 2        | SV Gallneukirchen   |   |     |     |         | Gallneukirchen    | Oberösterreich   | [ 4 ]  |
| 3        | Shiaido Wr. Neudorf |   |     |     |         | Wiener Neustadt   | Niederösterreich | [ 4 ]  |
| 3        | UJZ Mühlviertel     |   |     |     |         | Niederwaldkirchen | Oberösterreich   | [ 4 ]  |

Legende: S = Siege, N = Niederlagen, U = Unentschieden, UBW = Unterbewertung
Stand: 2025-03-16

## Begegnungen
| Round  | Datum             | Ort           | Mannschaft 1   | Mannschaft 2      | Siege 1 | Siege 2 | Quelle |
| ------ | ----------------- | ------------- | -------------- | ----------------- | ------- | ------- | ------ |
| Finale | 01. November 2014 | Bischofshofen | Vienna Samurai | SV Gallneukirchen | 4       | 0       | [ 4 ]  |

## Kader des österreichischen Meisters
| Mannschaft     | Name                | Land    | Quelle |
| -------------- | ------------------- | ------- | ------ |
| Vienna Samurai | Michaela Polleres * | Austria | [ 4 ]  |